# 융캉구

융캉 구의 위치

융캉구(한국어: 영강구, 중국어: 永康區, 병음: Yǒngkāng Qū)는 중화민국 타이난시의 시할구이다. 넓이는 40.2753km2이고, 인구는 2015년 8월 기준으로 230,202명이다.

## 역사
융캉은 명나라 말의 정성공 시대에 한족에 의해 신항계(新港渓, 현재의 옌수이시) 가로 이주하기 위한 거점으로서 개발되었다. 한족은 신항계를 거슬러 올라 남안에 취락을 만들고 개간에 착수해, 군성(郡城, 현재의 타이난시)부터 북부로의 교통의 요충지로서 번영했다. 당시의 융캉은 포강두(埔羌頭)로 불렸지만, 이것은 명말청초에 걸쳐 센고쿠 시대에 일본에서 수요가 높아진 무기에 사용되는 사슴 가죽의 주요 공급지로서, 한족은 쌀, 소금 등의 물자를 평포족의 사슴 가죽과 교환해 일본에 수출했고 사슴고기는 말려 고기로 가공해 대륙에 수출되었던 것에서 유래한다. 민난어에서 포(埔)는 평지를 의미하고 강(羌)은 작은 사슴의 일종을, 두(頭)는 해변의 곶을 의미해, '포강두'란 야생 사슴이 많은 해안의 평지라는 의미이다.
정성공의 대만 통치가 시작되면서 승천부 화안평진이 설치되었고 화안평진은 부근의 24리를 관할했다. 당시의 포강두의 정식 명칭은 영강리(永康里)로 보인다. 청대의 1684년(강희 23년)이 되면서 영강은 대남부에 속하게 되었다. 1895년 이후 일본의 통치가 시작되면서 포강두 장이 설치되어 다이난 주 다이난 변무서에 속했으며, 1920년의 지방제 개편으로 에이코 장(永康庄)이 두어졌다. 전후에 에이코 장을 융캉 향으로 변경해 15촌을 관할하게 되었다. 이후 타이난시의 위성 도시로서 인구가 급격히 증가했고 1982년에 하부 행정구역을 29촌으로 고쳤으며 1993년에는 인구가 15만 명을 넘어 현할시로 승격되었고 39리를 관할하게 되어 현재에 이른다.

## 교육
- 난타이 과기대학
- 타이난 과기대학
- 쿤산 과기대학

## 교통
- 도로
  - 국도 1호선
  - 성도 1, 19, 20, 39호선
  - 시도 1771 180호선
  - 구도 난14, 142, 147호선
- 철도
  - 타이완 철로관리국 종관선 융캉역, 다차오역
- 버스
  - 타이난시 버스(중국어: 大台南公車)
  - 통랸버스
  - 국광버스
  - 허신버스

## 사진

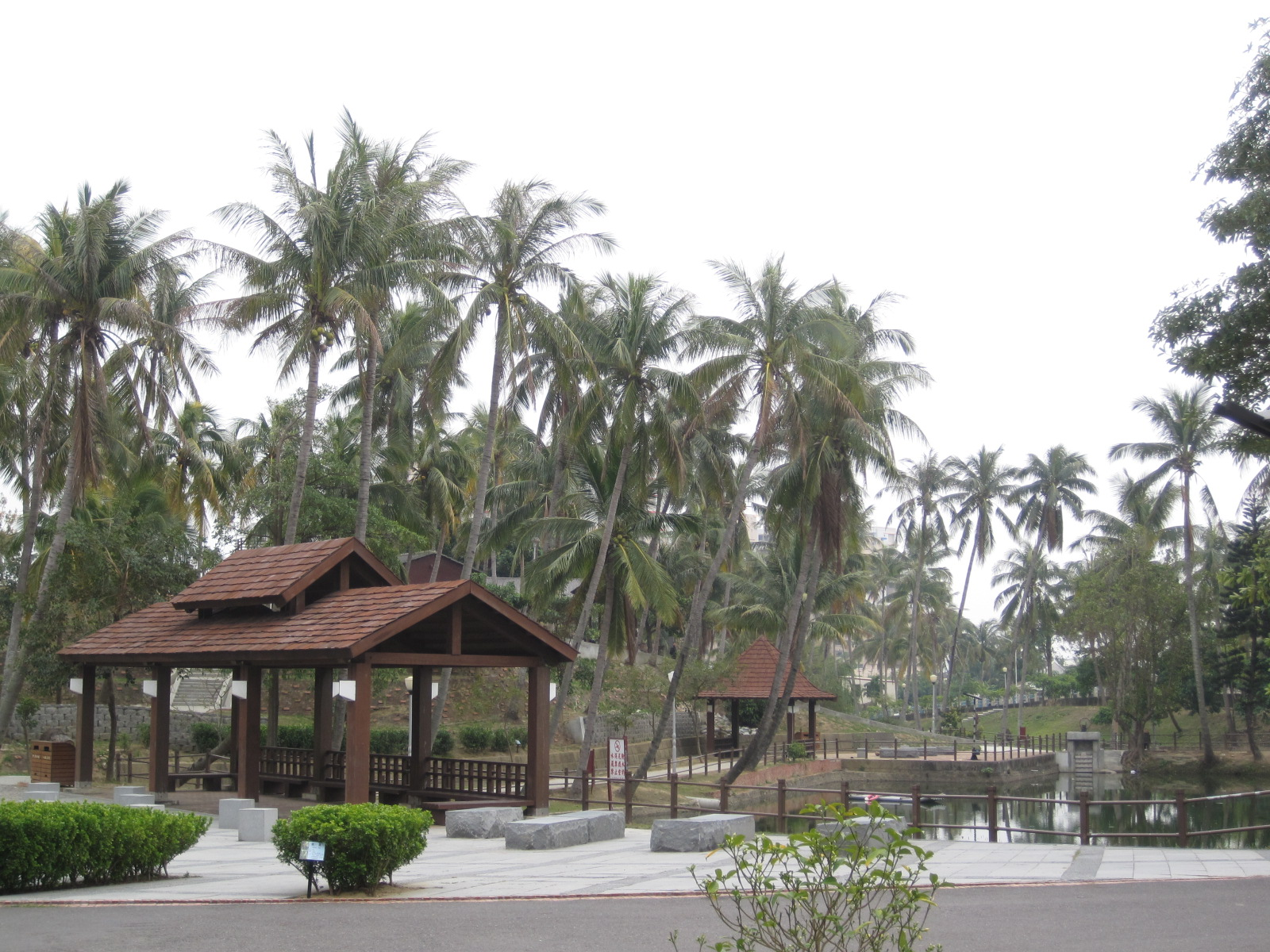
융캉 공원
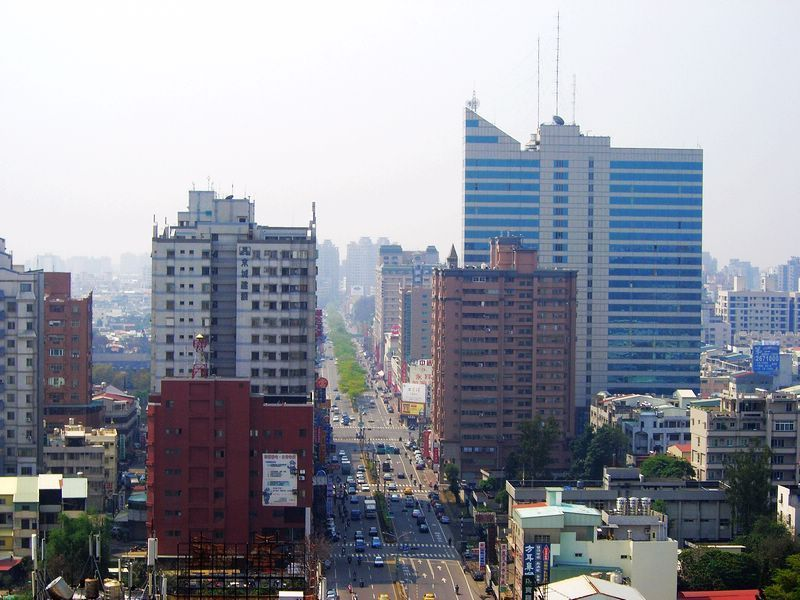
융캉 구와 둥 구 간의 경계
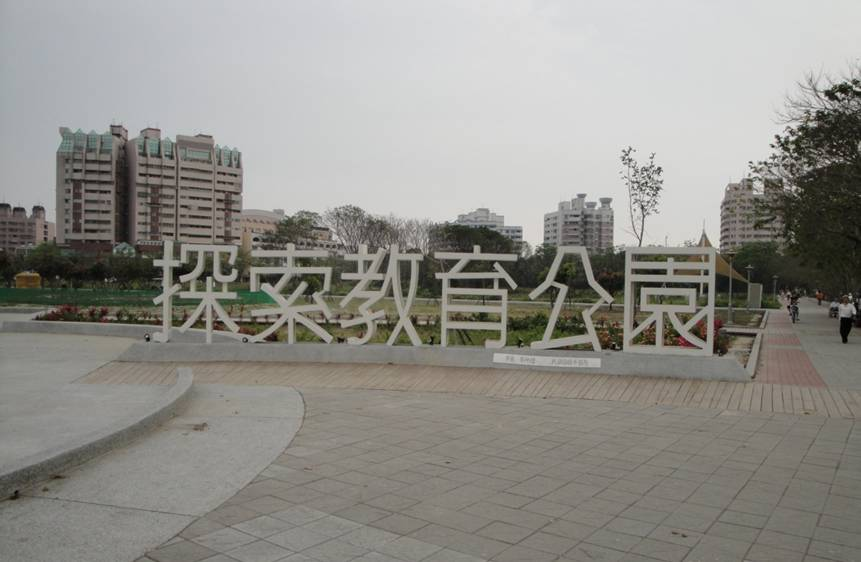
융캉 탐험 교육 공원